# Liste des comtes de Reims
 (janvier 2011).
Si vous disposez d'ouvrages ou d'articles de référence ou si vous connaissez des sites web de qualité traitant du thème abordé ici, merci de compléter l'article en donnant les références utiles à sa vérifiabilité et en les liant à la section « Notes et références ».
Liste des comtes de Reims
- 925-931 : Hugues de Vermandois, archevêque de Reims (920 † 962), fils d'Herbert II de Vermandois
- 931-940 : Artaud de Reims, archevêque de Reims († 962)
- 940-945 : Hugues de Vermandois, de nouveau
- 946-967 : Renaud de Roucy, comte de Roucy  († 967)
- 967-982 : Herbert III le Vieux, comte d'Omois et de Reims († 982), fils d'Herbert II de Vermandois
- 982-995 : Eudes Ier, († 995), comte de Blois, de Chartres et de Reims, neveu du précédent
- 995-1004 : Thibaut II, († 1004), comte de Blois et de Reims, fils du précédent
- 1004-1023 : Eudes II, († 1037), comte de Blois et de Reims, frère du précédent

En 1023, Eudes II est obligé par le roi de France Robert II de vendre le comté de Reims à Ebles Ier de Roucy, archevêque de Reims.